# Rio Vacaria (vattendrag i Brasilien, Mato Grosso do Sul)
Rio Vacaria är ett vattendrag i Brasilien.   Det ligger i delstaten Mato Grosso do Sul, i den södra delen av landet, 900 km sydväst om huvudstaden Brasília.
Omgivningarna runt Rio Vacaria är huvudsakligen savann. Runt Rio Vacaria är det mycket glesbefolkat, med 3 invånare per kvadratkilometer.